# .50 Beowulf
El .50 Beowulf es un cartucho para rifle desarrollado por la compañía Alexander Arms. El cuerpo de la caja es muy similar en dimensiones al .500 S & W para el revólver Magnum, siendo ligeramente más larga y cónica completamente, para la alimentación automática en el arma.
El cartucho tiene su linaje en el .50 Action Express, un cartucho originalmente desarrollado para la pistola Magnum Research Desert Eagle, con la modificación significativa de la mejora en cuanto a su funcionalidad y seguridad.

## Propiedad
El .50 Beowulf, es un cartucho de arma especializado. Alexander Arms supervisa todos los aspectos de la producción del sistema y los accesorios relacionados.